# トーマス・コーンバーグ
トーマス・ビル・コーンバーグ（Thomas Bill Kornberg、1948年 - ）は、アメリカ合衆国の生化学者で、DNAポリメラーゼIIとDNAポリメラーゼIIIの精製及び性質解明を初めて行った人物。現在、カリフォルニア大学サンフランシスコ校で生化学・生物物理学教授を務め、キイロショウジョウバエを用いた研究をしている。
父アーサー・コーンバーグ（1918 - 2007）は1959年ノーベル生理学医学賞の受賞者、兄ロジャー・コーンバーグ（1947 - ）は、2006年ノーベル化学賞受賞者である。

## 典拠
1. ↑  Kornberg T, Gefter ML (1972). “Deoxyribonucleic acid synthesis in cell-free extracts. IV. Purification and catalytic properties of deoxyribonucleic acid polymerase III”. J. Biol. Chem. 247 (17):  5369-75. PMID 4560196.
2. ↑  Kornberg T, Gefter ML (1971). “Purification and DNA synthesis in cell-free extracts: properties of DNA polymerase II”. Proc. Natl. Acad. Sci. U.S.A. 68 (4):  761-4. PMID 4927672.